# جانای دلوچ سوکاپ
جانای دلوچ سوکاپ (انگلیسی: Janay DeLoach Soukup؛ زادهٔ ۱۲ اکتبر ۱۹۸۵) ورزشکار دو و میدانی اهل ایالات متحده آمریکا است.
وی در مسابقات کشوری و بین‌المللی در مجموع برندهٔ ۱ مدال نقره، ۱ مدال برنز شده‌است.